# Богословски семинар у Сремским Карловцима
Богословски семинар у Сремским Карловцима представља једну од најзначајнијих и највреднијих грађевина у старом језгру Сремских Карловаца, као Просторне културно-историјске целине изузетног значаја за Србију.

## Здање
Здање богословског семинара је подигнуто за потребе интерната за ђаке карловачке Богословије 1901-1903. године под покровитељством патријарха Георгија Бранковића. Аутор пројекта био је архитекта Владимир Николић, који је на прелому векова пројектовао највелелепнија здања у Сремским Карловцима.